# Karen Sokoll
Karen Sokoll (geboren 1968) ist eine deutsche Juristin, Rechtsanwältin und Richterin.

## Ausbildung
Von 1987 bis 1993 studierte Karen Sokoll Rechtswissenschaften sowie Philosophie und Geschichte an der Freien Universität Berlin und der Albert-Ludwigs-Universität Freiburg. Sie beendete das Studium mit der Ersten Juristischen Staatsprüfung.
Nach dem Rechtsreferendariat von 1993 bis 1996 mit Wahlstationen bei Deutschlandradio und der Vertretung des Landes Nordrhein-Westfalen bei der Europäischen Union absolvierte sie die Zweite Juristische Staatsprüfung.
Es folgte ein einjähriges Studium an der University of London, insbesondere dem Queen Mary & Westfield College, das sie zum Abschluss Master of Laws in Intellectual Property (LL.M.) führte.

## Beruflicher Werdegang
Von 1998 bis 1999 arbeitete die Juristin mit dem Schwerpunkt Arbeitsrecht in einer medizinrechtlichen Kanzlei. Zwischen 1999 und 2006 war sie juristische Referentin und (seit 2001) stellvertretende Geschäftsstellenleiterin der Kommission zur Ermittlung der Konzentration im Medienbereich (KEK), Potsdam. Dort prüfte sie unter anderem die angemeldete Übernahme von ProSiebenSat.1 durch Axel Springer und die Übernahme des Fernsehsenders N-tv durch RTL.
2007 wechselte sie als Associate zur internationalen Wirtschaftsrechtskanzlei Linklaters nach Berlin und verstärkte dort den Bereich regulierte Märkte. Bis 2010 war sie dort als Rechtsanwältin in den Bereichen Medien-, Kartell-, Telekommunikations-, Datenschutz- und Äußerungsrecht tätig. Von 2011 bis 2019 war Karen Sokoll Seniorreferentin Kunden- und Beschäftigtendatenschutz bei der Konzerndatenschutzbeauftragten der Deutsche Bahn AG. Seit Anfang 2017 leitet sie dort das interne Umsetzungsprojekt zur Datenschutzgrundverordnung. Nebenberuflich arbeitete sie in dieser Zeit als freie Rechtsanwältin mit Beratungsschwerpunkt Datenschutzrecht, bis Ende 2017 als freie Mitarbeiterin einer überregionalen Wirtschaftsrechtskanzlei.
Im Dezember 2018 wurde sie auf Vorschlag der Fraktion von Bündnis 90/Die Grünen vom brandenburgischen Landtag zum Mitglied des Verfassungsgerichts des Landes Brandenburg gewählt und übt das Amt seit Juli 2019 aus.
2020 eröffnete sie in Berlin eine eigene Kanzlei, die auf Datenschutzrecht spezialisiert ist.

## Ämter und Mitgliedschaften
- 2013–2019: Mitglied im Aufsichtsrat der Stadtwerke Potsdam (Ehrenamt)
- Mitglied der Gesellschaft für Datenschutz und Datensicherheit e.V. (GDD)[1]

## Engagement
2014 kandidierte sie für Bündnis 90/Die Grünen bei der Wahl der Stadtverordnetenversammlung der Landeshauptstadt Potsdam.

## Publikationen (Auswahl)
- Viola Bensinger, Karen Sokoll: Die EU-Vorgaben für kommerzielle Aktivitäten des öffentlich-rechtlichen Rundfunks. Umsetzung und Konsequenzen. Analyse und Workshopbericht. Institut für Rundfunkökonomie, Heft 234, Köln 2007
- Manfred Kops, Karen Sokoll, Viola Bensinger: Rahmenbedingungen für die Durchführung des Drei-Stufen-Tests. Reihe Arbeitspapiere des Instituts für Rundfunkökonomie an der Universität zu Köln. 2009
- Kapitel III § 11: Datenschutz. In: Pischel, Kopp: Compliance für Wirtschaftsverbände. Beck Verlag, München 2017, S. 271 ff., ISBN 978-3-406-69602-2

## Privates
Karen Sokoll hat zwei erwachsene Kinder und lebt in Potsdam; ihr Vater ist Günther Sokoll.